# Stagnicola elrodi
Stagnicola elrodi är en snäckart som först beskrevs av F. C. Baker och J. Henderson 1933.  Stagnicola elrodi ingår i släktet Stagnicola och familjen dammsnäckor. Inga underarter finns listade i Catalogue of Life.